# Brachurapteryx
Brachurapteryx is een geslacht van vlinders van de familie spanners (Geometridae), uit de onderfamilie Ennominae.

## Soorten
- B. breviaria Hübner, 1825
- B. tesserata Guenée, 1858